# Bullyang namnyeo
Bullyang namnyeo (불량남녀?), noto anche con il titolo internazionale Romantic Debtors, è un film del 2010 scritto e diretto da Shin Geun-ho.

## Trama
Dopo aver fatto da garante per un conoscente poi divenuto latitante, l'investigatore Bang Keuk-hyun si ritrova a dover restituire una grande somma di denaro. Kim Mu-ryeong si occupa invece della riscossione dei crediti, e viene incaricata di costringere a pagare Keuk-hyun; quando i due si incontrano, per la prima volta e in altre circostanze, presso la stazione di polizia e senza conoscere le rispettive identità, si ritrovano tuttavia l'uno attratto dall'altra.